# 楊端和
楊端和（？—？），即楊翁子，中国秦代武将，生活在秦昭襄王至秦始皇建立秦朝後的時代。

## 生平
前238年（秦王政9年），杨端和攻魏衍氏。
前236年（秦王政11年）楊端和、王翦、桓齮攻打趙国的鄴地。
前229年（秦王政18年），楊端和率河内郡兵围攻邯鄲，翌年，随王翦、羌瘣平定赵国。
前221年（秦始皇元年），授杨端和五大夫爵，从始皇游。
前215年（秦始皇7年），使蒙恬、杨端和率三十万伐匈奴，得河南地。

## 史料
- 《史記·秦始皇本纪》（司馬遷）：杨端和攻衍氏。
- 《史記·秦始皇本纪》（司馬遷）：十一年，王翦、桓齮、杨端和攻鄴，取九城。
- 《史記·秦始皇本纪》（司馬遷）：十八年，大兴兵攻赵，王翦将上地，下井陉，端和将河内，羌瘣伐赵，端和围邯郸城。
- 《淮南子·人间训》（刘安）:秦皇挟录图，见其传曰：“亡秦者，胡也。”因发卒五十万，使蒙公、杨翁子将，筑修城。西属流沙，北击辽水，东结朝鲜，中国内郡挽车而饷之。